# Soldatovia polyactocephala
Soldatovia polyactocephala är en fiskart som först beskrevs av Pallas, 1814.  Soldatovia polyactocephala ingår i släktet Soldatovia och familjen taggryggade fiskar. Inga underarter finns listade i Catalogue of Life.